# 比拉凡
比拉凡特，是西班牙加泰罗尼亚赫罗纳省的一个市镇。总面积8平方公里，总人口4303人（2001年），人口密度538人/平方公里。